# Le terrificanti storie del vascello nero
Le terrificanti storie del vascello nero (titolo originale Tales of Terror from the Black Ship) è un romanzo dell'orrore che contiene una serie di novelle, scritto da Chris Priestley nel 2008, con illustrazioni di David Roberts. Il romanzo appartiene alla serie Tales of Terror, scritta da Priestley tra il 2007 e il 2009, comprendente Le terrificanti storie di zio Montague e Storie da leggere con la luce accesa, oltre un quarto volume (The Teacher's Tales of Terror, 2011) ancora inedito in lingua italiana.
La prima edizione italiana è del 2010.

## Trama
Ethan e Cathy sono due ragazzini che vivono con il padre nella locanda "Old Inn", collocata a picco sulla scogliera poco lontano da un piccolo paesino di pescatori della Cornovaglia. Dopo la morte per parto della madre, il padre dei ragazzi si lascia andare al bere e gli affari della trattoria vanno sempre peggio. Durante una notte di tempesta il padre lascia soli i figli per andare al villaggio a trovare un dottore, visto che Ethan e Cathy sono contagiati da una brutta malattia. Durante la sua assenza, e nonostante le sue raccomandazioni, i ragazzi lasciano entrare un solitario avventore che cerca riparo dalla tempesta. È un giovane marinaio, Jonah Thackeray, il cui atteggiamento ombroso preoccupa Ethan. Il giovane straniero però fa colpo su Cathy e la ragazzina, appassionata di storie di fantasmi, gli chiede di intrattenerli raccontando qualche paurosa storia marinaresca.
Il giovane e tenebroso Jonah l'accontenta, e inizia a raccontare una serie di vicende inquietanti e macabre, i cui protagonisti sono sempre giovanissimi marinai destinati a soccombere dinanzi a pericoli terrificanti e a mostruosi segreti emersi dai luoghi più remoti dell'oceano o dagli abissi più insondabili. Quando ormai si avvicina l'alba e il padre dei ragazzi non è ancora tornato, arriva il momento in cui Jonah si deve accomiatare, con grande sollievo di Ethan, che non è mai riuscito a fidarsi pienamente del loro ospite. I ragazzi vedono il giovane scendere verso la spiaggia e salire su un oscuro veliero che scompare nelle nebbie. Tornati alla loro realtà, una tremenda sorpresa attende ancora i due bambini, prima che il sole torni ad illuminare la loro spettrale abitazione sulla scogliera.

## Le storie del Vascello Nero
Queste le inquietanti storie con cui il marinaio Jonah intrattiene i figli del locandiere durante la lunga notte di tempesta.
- "Piroska" - La nave Dolphin trasporta attraverso l'oceano un gruppo di migranti dell'Europa dell'est. Il giovane marinaio Richard Stiles viene attratto da Piroska, una fanciulla dai capelli rossi, che sembra ricambiare le sue attenzioni; ma Piroska e la sua gente in realtà sono vampiri e Richard, grazie all'affetto suscitato nella ragazza, guadagna solo di essere l'ultimo della nave a cadere vittima della loro sete di sangue.
- "Pece" - Billy Harper è grande e grosso, e sembra un poco di buono, con quel teschio tatuato sulla mano. Tom Webster lo teme e lo odia, e non perde l'occasione di ucciderlo e buttarlo fuori bordo. Testimone di quel delitto da vigliacchi, solo il gatto del morto, Pece, che da quel momento, quasi fosse posseduto dallo spirito malvagio del defunto Billy, sembra far di tutto perché il resto dell'equipaggio scopra il crimine di cui si è macchiato Tom.
- "Irezumi" - Stephen Fletcher, giovanissimo mozzo, sbarca con l'amico Mattie nel porto di Nagasaki, in Giappone. L'amico vuole farsi fare un tatuaggio e si fa accompagnare da Stephen. Dopo quella notte misteriosa, la gente della loro nave inizia a morire in circostanza inspiegabili, e Stephen si convince che sia colpa del tatuaggio di Mattie, finché non scopre che il disegno in realtà non è stato fatto sul corpo del suo amico, ma sul suo. E che si tratta di un demone dotato di vita propria e di propositi assassini.
- "Il ragazzino sulla barca" - Davy Longman, mozzo della nave Roebuck è il primo ad avvistare dalla coffa un'imbarcazione alla deriva, con a bordo un bambino tutto solo. Il giovane naufrago viene preso a bordo. Nonostante il suo inspiegabile silenzio, viene subito amato da tutti: il suo sorriso è contagioso. Presto però molti scoprono che dietro quel sorriso apparentemente innocente si nasconde un potere pericoloso, dal cui maleficio ci si può sottrarre solo con la morte.
- "La forza della natura" - Il quindicenne George Norton viene obbligato dal padre a seguire le sue orme di navigatore, ma lui vorrebbe coltivare la sua passione di studioso degli insetti. Questo suo interesse sarà soddisfatto nel più tremendo dei modi, quando la sua nava, la Swift, rimane bloccata in un insolito banco di alghe, dal quale presto emergono mostruose e voraci chiocciole di mare. Le creature marine iniziano a decimare l'equipaggio.
- "Fango" - I gemelli Ben e Peter sono avidi e maligni, e sebbene paiano inseparabili, nel momento di commettere i loro crimini, ad un tratto Ben non esita ad uccidere il fratello, lasciando che il suo corpo sprofondi in una palude fangosa. Da quel momento inizia ad essere perseguitato dalla convinzione che Peter sia sopravvissuto al suo attentato e che gli stia dando la caccia. I suoi sospetti non sono del tutto sbagliati, e il suo crimine non rimarrà privo di castigo.
- "La scimmia" - La Fox su cui naviga anche il giovane Lewis Jackson viene abbordata dai pirati della Firefly, guidati dal capitano Cuorenero. Lewis decide di unirsi ai pirati e viene preso in simpatia dal loro capitano. Durante un successivo abbordaggio, Cuorenero, Lewis e pochi altri rimangono imprigionati sulla nave che hanno assalito, mentre la Firefly si inabissa improvvisamente. Imprigionati sulla nave deserta, gli uomini di Cuorenero iniziano a morire uno dopo l'altro, avvelenati apparentemente dal morso di una misteriosa scimmia. Il mistero si infittisce ancora quando uno dopo l'altro i corpi scompaiono, come se si fossero volatilizzati. Lewis arriverà a scoprire che la terribile ed inafferrabile scimmietta non è l'unica minaccia letale di quel vascello.
- "Il demone intagliatore" - Edward Stalter, durante uno sbarco in Egitto, commette l'errore di aiutare un poveretto moribondo, e rimane schiavo della maledizione di un ninnolo che quest'uomo gli lascia appena morto. Si tratta di un dente di squalo, sulle cui facciate sono state intagliate immagini sorprendentemente dettagliate. Edward scopre che quelle immagini non sono immutabili, e rappresentano un futuro inevitabile, a cui sviluppi non ha alcuna possibilità di sottrarsi.
- "Il vascello nero" - Il giovane mozzo Jacob viaggia su una nave che è rimasta bloccata dalla bonaccia. Per far passare le interminabili ore di inutile attesa, ognuno dei membri dell'equipaggio inizia a raccontare le proprie incredibili avventure, alla fine delle quali rimane sempre inspiegabile come ciascuno dei protagonisti abbia potuto salvarsi. Al suo turno di raccontare, Jacob narra le proprie vicissitudini, salvo accorgersi alla fine che in effetti né lui, né i suoi compagni si sono mai salvati dalle loro disgrazie. Il vascello su cui viaggiano è una nave di anime morte e senza pace.
- "Strozzalupo" - È il racconto conclusivo, nel quale si scopre che il marinaio narratore, Jonah, lasciata la locanda si imbarca su una nave del tutto simile a quella del suo ultimo racconto. E si scopre anche qual è la vera sorte dei due sfortunati fratelli dell'Old Inn, Ethan e Cathy, testimoni durante la notte di tutti quegli inquietanti racconti.

## Personaggi principali
- Ethan Matthews, (il protagonista e narratore della storia) è un ragazzo che vive con la sorella Cathy e il padre nella locanda "Old Inn"
- Cathy Matthews, la sorella più piccola di Ethan
- Jonah Thackeray, un giovane marinaio appassionato narratore di storie paurose.

## Edizioni
- Chris Priestley, Le terrificanti storie del vascello nero, traduzione di Chiara Balzani e Sara Trabalzi, V Vertigo, nr. 59, Newton Compton Editori, 2010,  p. 192, ISBN 978-88-541-2232-1.